# Marek Sosenko
Marek Sosenko (ur. 1948) – polski antykwariusz, kolekcjoner i autor książek mieszkający w Krakowie. Specjalizuje się w filokartystyce oraz zbieraniu starych zabawek. Współpracuje z muzeami i instytucjami kultury.

## Życiorys
Od 1991 roku prowadzi w Krakowie antykwariat. Początkowo mieścił się w Podgórzu, po pięciu latach przeniósł się na plac Dominikański, a od 2011 roku znajduje się przy Rynku Głównym. Kolekcjonerstwem i rynkiem antykwarycznym zajmuje się również jego rodzina; żona, Bożena, i dzieci: Katarzyna, historyk sztuki, która kolekcjonuje buteleczki po perfumach, Magdalena, historyk sztuki i konserwator – zbiera pióra, Wojciech – aparaty fotograficzne.
Jego kolekcja w 2011 roku liczyła m.in. około 40 000 zabawek (które zbiera od 1977 roku), 700 000 pocztówek i 2 miliony guzików. W jego zbiorach znajduje się m.in. szopka królowej Bony, która należała także do Aleksandra Fredry. Przedmioty z jego zbiorów wypożyczane są na potrzeby filmów; służyły jako rekwizyty m.in. w Liście Schindlera Stevena Spielberga. Nazywany królem kolekcjonerów w Polsce.
Członek Stowarzyszenia Antykwariuszy Polskich.

## Publikacje
- Eugeniusz Duda, Marek Sosenko, Dawna pocztówka żydowska ze zbiorów Marka Sosenki, Kraków: Muzeum Historyczne Miasta Krakowa, 1997.
- Marek Sosenko, Piotr Kurowski, Wieliczka na dawnych pocztówkach, Kraków: „Karpaty” – Andrzej Łączyński, 1999, ISBN 83-85204-77-6.
- Marek Sosenko, Dzieje pisma i książki, Łomża: Muzeum Północno-Mazowieckie, 1999.
- Marek Sosenko, Piotr Wyrobiec, Wadowice na dawnych pocztówkach, Wadowice: Zbiory Historyczne Ziemi Wadowickiej im. Marcina Wadowity, 2000.
- Marek Sosenko, Papierowe cudeńka, czyli niezwykły świat luksusowych papierów, Łomża: Muzeum Północno-Mazowieckie, 2011.

## Wystawy, na których prezentowano obiekty z kolekcji
- Symbolism in Poland and Britain, Tate Britain, 2009[5].
- Zabawne zabytki. Gry i zabawki ze Zbiorów Rodziny Sosenko, Muzeum im. Jacka Malczewskiego w Radomiu, 2010[6].
- Dawne zabawki ze zbiorów rodziny Sosenko, Muzeum Podkarpackie w Krośnie, 04-06.2014[7].